# Monomorium sydneyense
Monomorium sydneyense är en myrart som beskrevs av Auguste-Henri Forel 1902. Monomorium sydneyense ingår i släktet Monomorium och familjen myror.

## Underarter
Arten delas in i följande underarter:
- M. s. nigellum
- M. s. sydneyense

## Bildgalleri

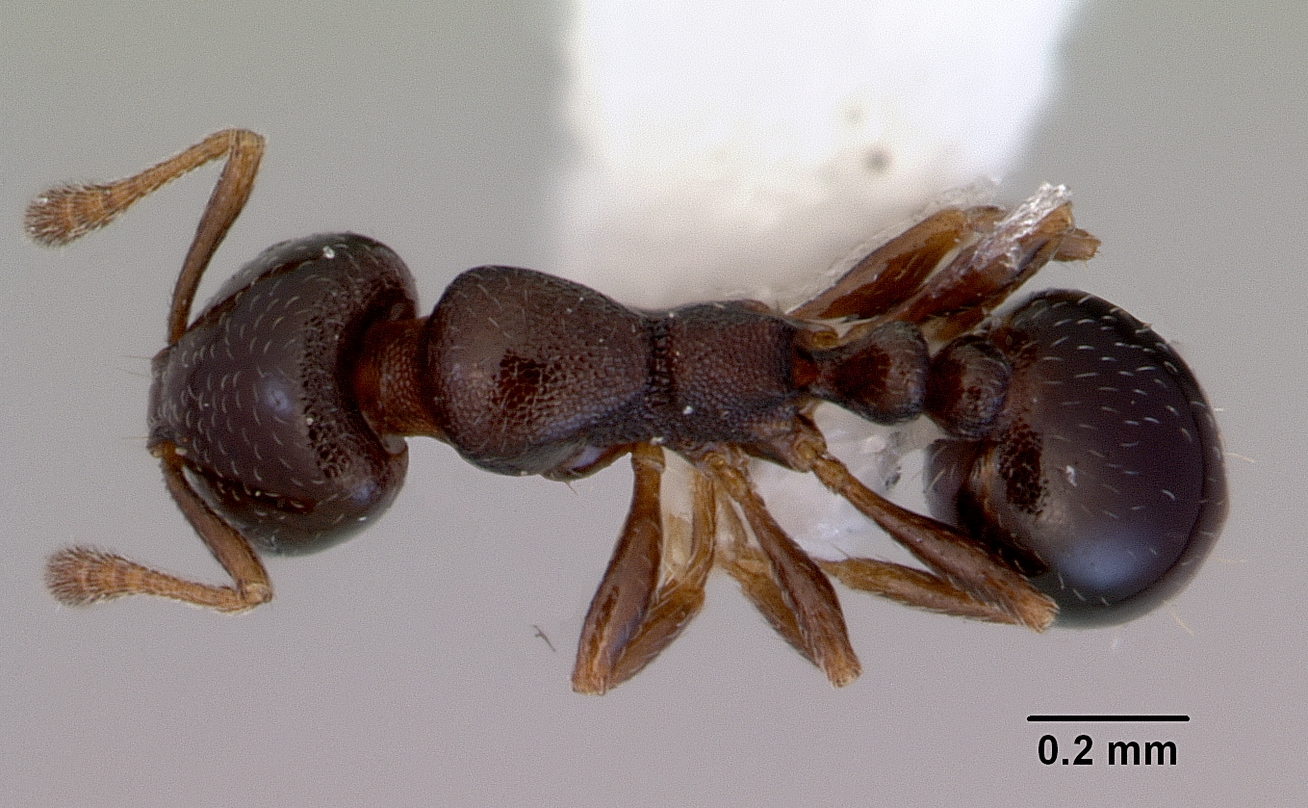
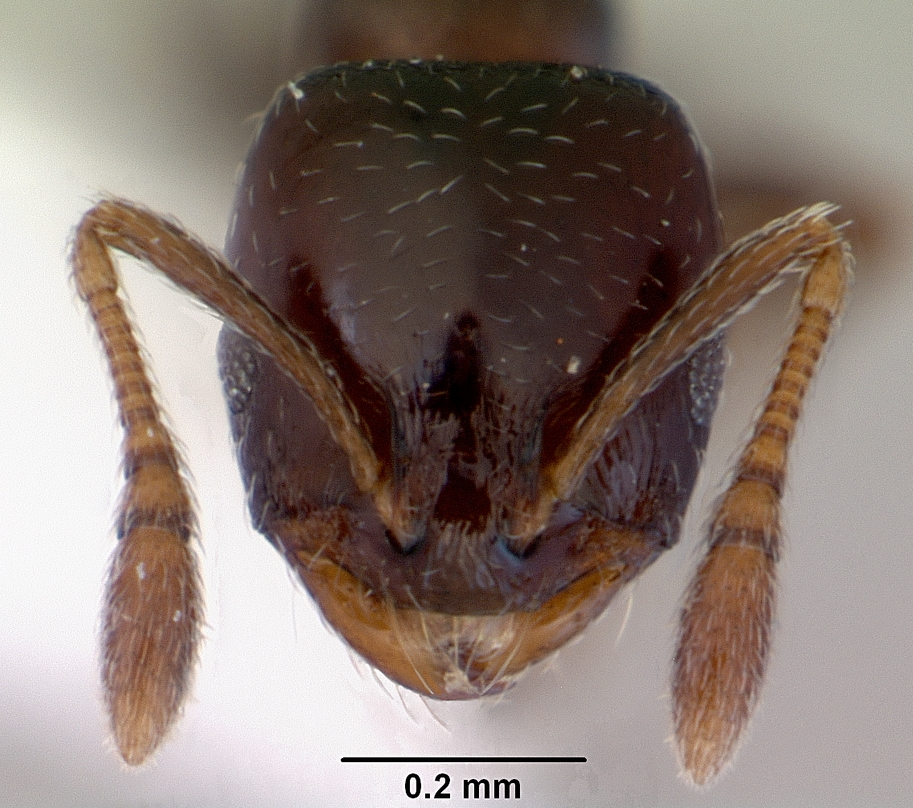
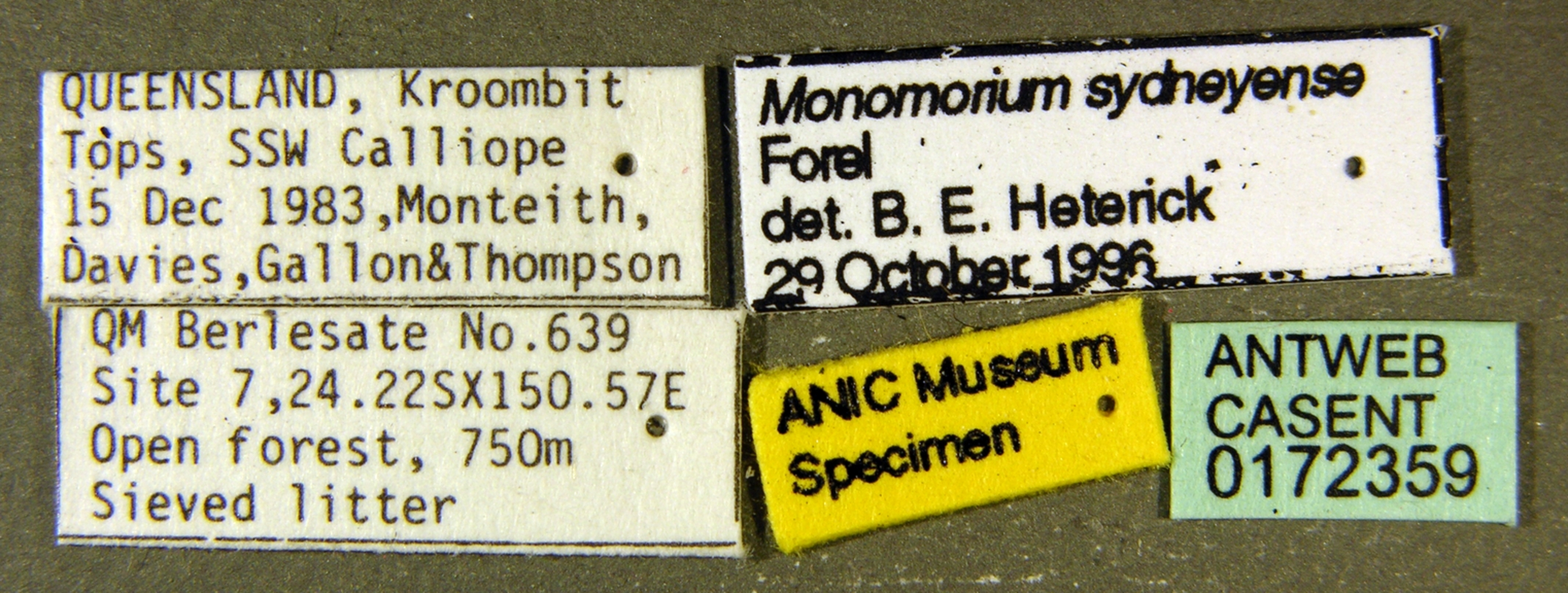
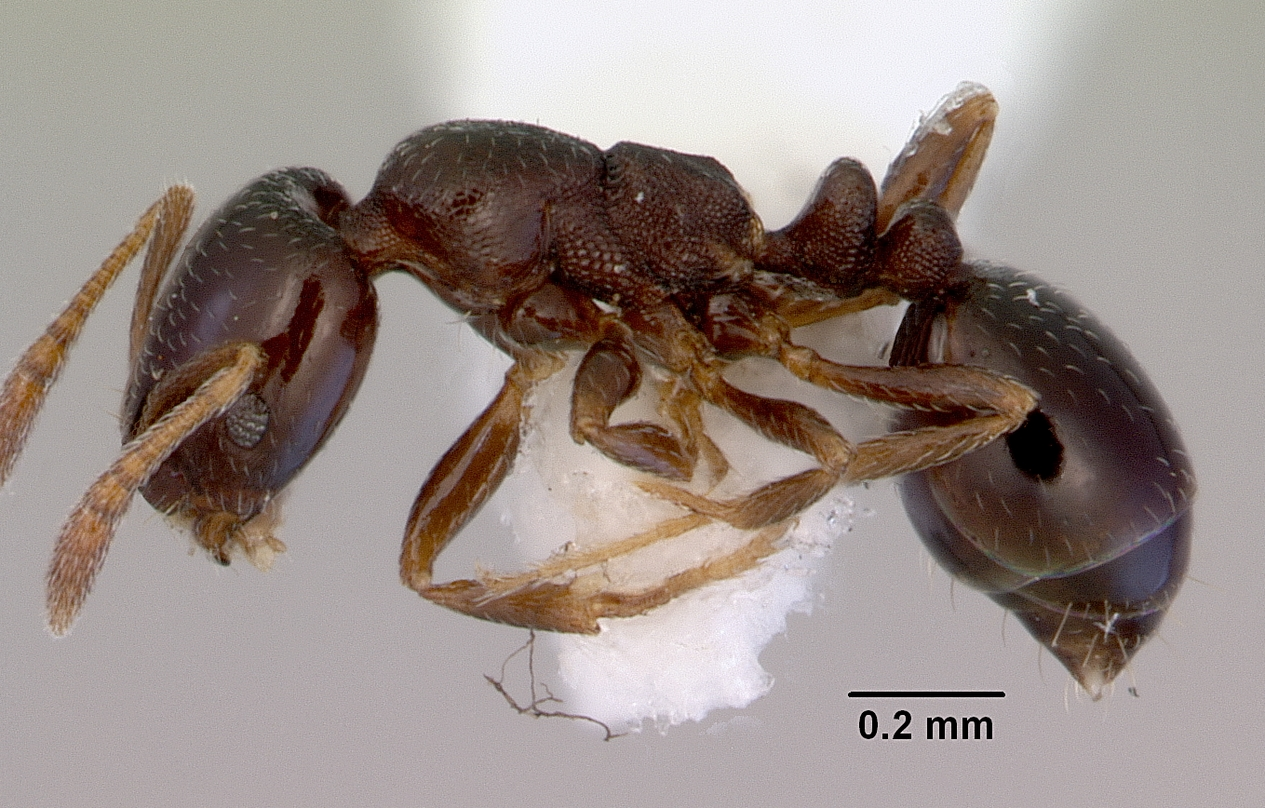